# Lafayette Blues
Lafayette Blues è il secondo singolo della band statunitense garage rock The White Stripes.
Nell'ottobre 1998, 1000 copie del singolo sono state messe in commercio su vinile bianco. Nel 2001 è stata messa in commercio una seconda edizione in vinile nero di 1000 copie.
Il testo di Lafayette Blues è una lista di nomi francesi delle strade della città natale della band, Detroit.

## Tracklist
1. "Lafayette Blues" - 2.15
2. "Sugar Never Tasted So Good" - 2.56

## Video Musicale
Non è mai stato fatto nessun video per questa canzone.